# ان‌جی‌سی ۷۲۴۳
ان‌جی‌سی ۷۲۴۳ (انگلیسی: NGC 7243) یک خوشه باز در صورت فلکی چلپاسه است که در فاصله ۲۸۰۰ سال نوری از زمین قرار دارد.